# 松井昭憲 (実業家)
松井 昭憲（まつい あきのり、1959年 - ) は日本の実業家。元ピムコジャパンリミテッド取締役兼最高経営責任者。

## 略歴
1959年 兵庫県生まれ
1977年 兵庫県立加古川東高等学校卒業
1982年 京都大学経済学部卒業後、日本生命保険相互会社に入社。債権や株式の運用業務に従事
2001年 ピムコジャパンリミテッド入社
2007年 ウエリントン・マネージメントで金融法人、年金基金サブアドバイザリー顧客とのビジネスを統括
2010年 ピムコジャパンリミテッドに副社長として復帰
2014年 取締役会長兼共同最高経営責任者（Co-CEO）および日本における代表者
2016年 取締役兼最高経営責任者（Co-CEO）および日本における代表者。マネージング・ディレクター
2020年 退任。アメリカのピムコのシニアアドバイザーに
この間、一般社団法人日本投資顧問業協会副会長を歴任
経済学博士号取得者。日本証券アナリスト協会公認認定アナリスト